# Tunng
Tunng – brytyjska grupa muzyczna wykonująca muzykę folkową z wpływami elektro.

## Dyskografia

### Albumy
- Mother's Daughter and Other Songs (2005)
- Comments of the Inner Chorus (2006)
- Good Arrows (2007)
- And Then We Saw Land (2010)
- Turbines (2013)